# Pater Hartmann
Pater Hartmann (ur. 21 grudnia 1863 w Salurn, zm. 6 grudnia 1914 w Monachium) – kompozytor niemiecki, franciszkanin.
W sierpniu 1879 wstąpił jako nowicjusz do klasztoru franciszkanów w Salzburgu. W 1886 przyjął święcenia kapłańskie. W 1905 roku Uniwersytet w Würzburgu nadał mu honorowy doktorat teologiczny. Od 1906 mieszkał w klasztorze franciszkanów św. Anny w Monachium. Otrzymał od Leona XIII. papieski krzyż honorowy „Pro Ecclesia et Pontifice”
Napisał oratoria:
- Petrus (1900),
- Franciscus (1902),
- Siedem słów (1908).